# Makdonaldyzacja

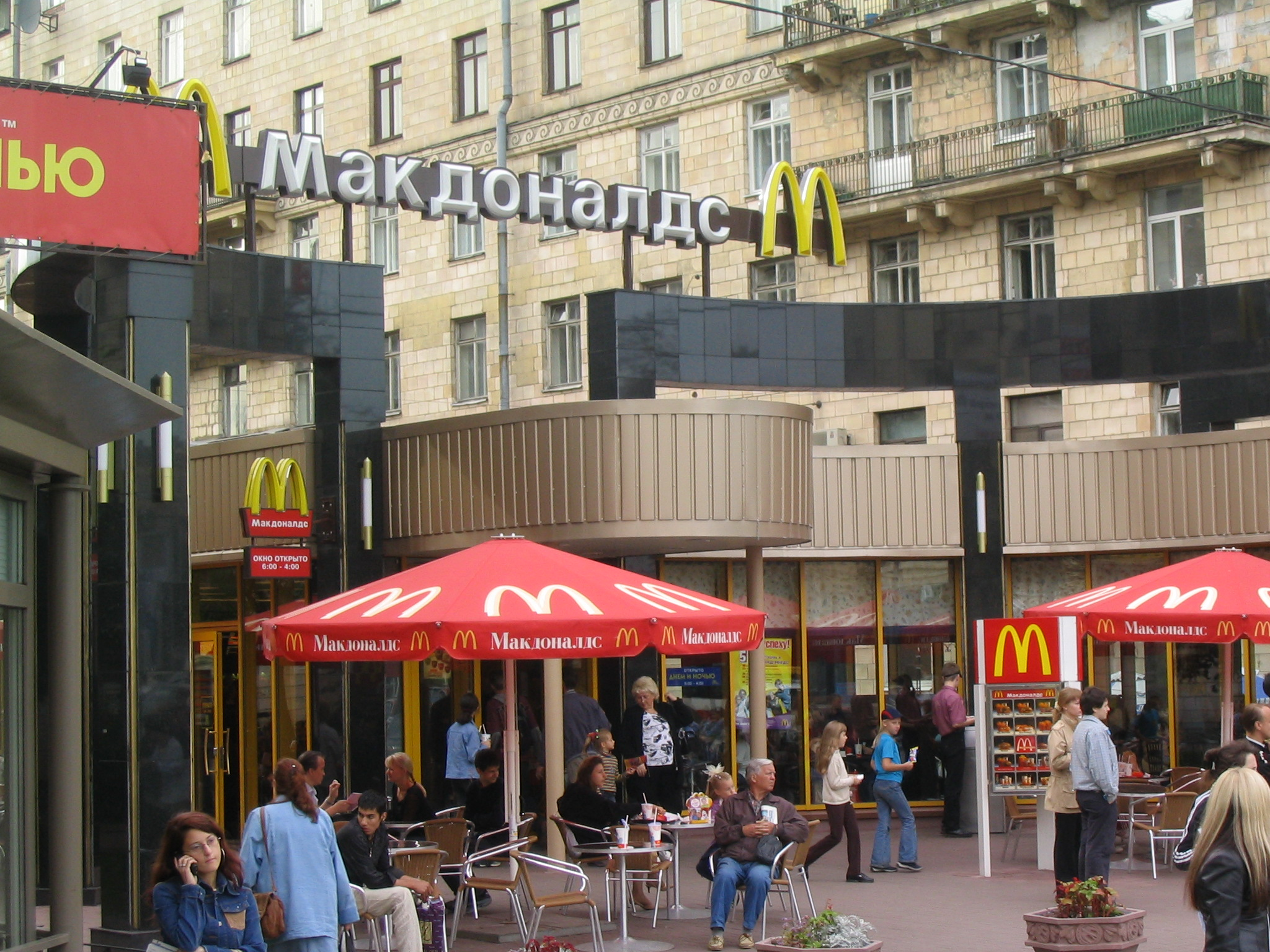
Łatwo rozpoznawalny na całym świecie bar McDonald’s – tutaj w Sankt Petersburgu w Rosji

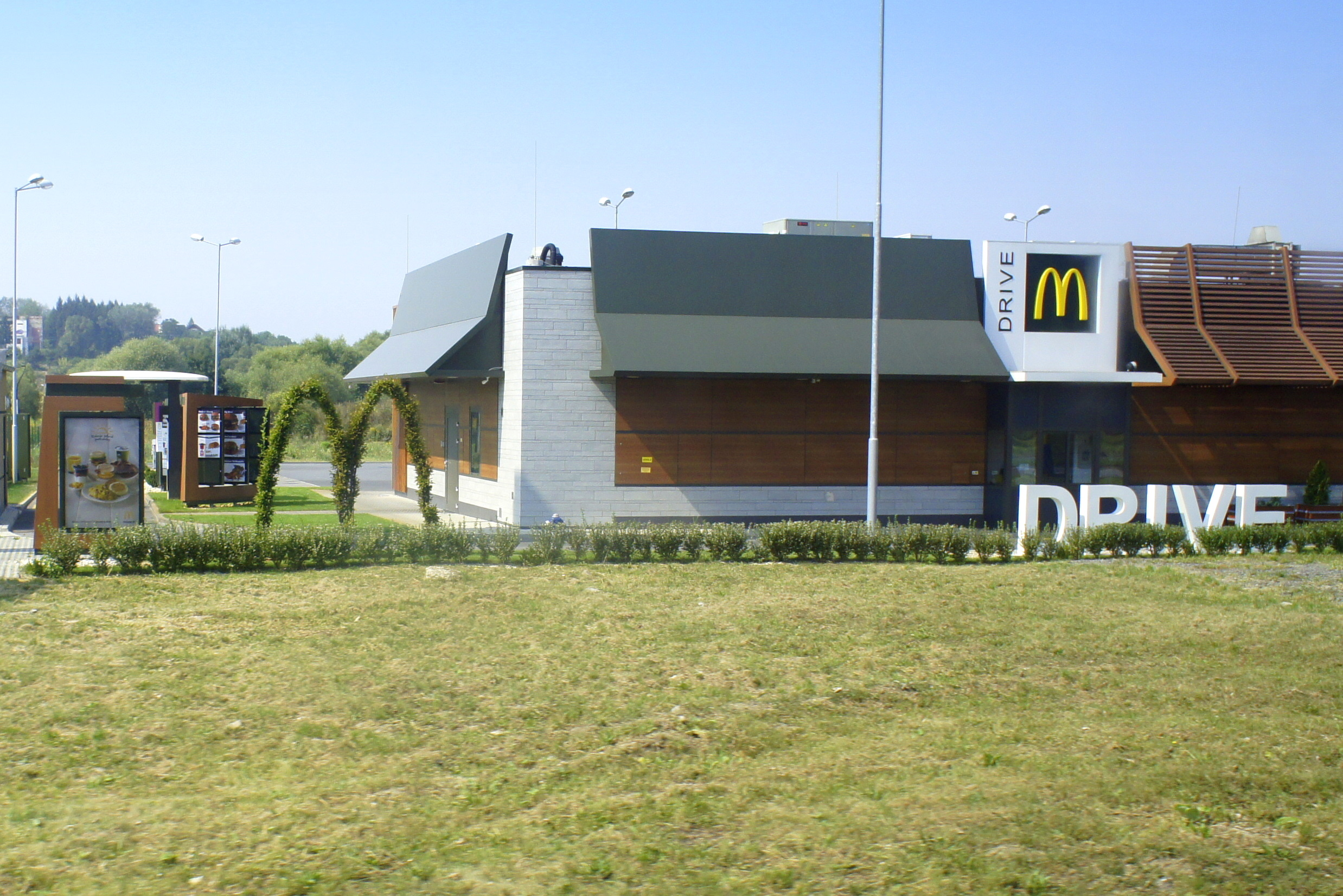
Zieleń formowana w kształcie „złotych łuków” McDonalda (Koszyce, Słowacja)

Makdonaldyzacja – proces stopniowego upowszechniania się zasad działania znanych z barów szybkiej obsługi (uosabianych przez sieć McDonald’s) we wszystkich dziedzinach życia społecznego w Stanach Zjednoczonych i na całym świecie.
Tematem makdonaldyzacji zainteresował się George Ritzer już w latach 60. XX wieku. Zjawisko makdonaldyzacji, powiązane z procesem globalizacji, szybko rozpowszechniło się w większości krajów. Makdonaldyzację poprzedziła racjonalizacja i biurokracja.
George Ritzer zetknął się z tym elementem kulturowym w 1959, dostrzegł ten system i zaczął doszukiwać się podobnych reguł w innych miejscach, np. na placu zabaw, w szpitalu, przychodni. Stwierdził, że makdonaldyzacja nie jest nowym zjawiskiem, ale stanowi rozwinięcie racjonalizacji, oraz że systemy racjonalne zaczęły dominować i nie ma od nich ucieczki, tzw. „żelazna klatka”. Teoria makdonaldyzacji została sformułowana przez Ritzera w 1993 w książce pt. „Mcdonaldyzacja społeczeństwa”. Autor uważał, że zjawisko to dotyczy wszystkiego, zarówno życia codziennego, politycznego, jak i spraw wiary.
Wpływ na szerokie przyjęcie tego systemu wywarł między innymi czynnik ekonomiczny, czyli wielomilionowe zyski. Na początku makdonaldyzacja miała dotyczyć pewnego rodzaju amerykanizacji. Z makdonaldyzacją wiąże się istnienie domów handlowych, tzw. „długie ręce makdonaldyzacji”. System zmakdonaldyzowanego funkcjonowania gastronomicznego miał dotyczyć małych miast i obrzeży miast, nie miał być skierowany do elit, a jedynie do mas. System makdonaldyzacji jest systemem bardzo profesjonalnym. W latach 60. stworzono system medyczny, tzw. McLekarza.

## Podstawowe wyznaczniki makdonaldyzacji

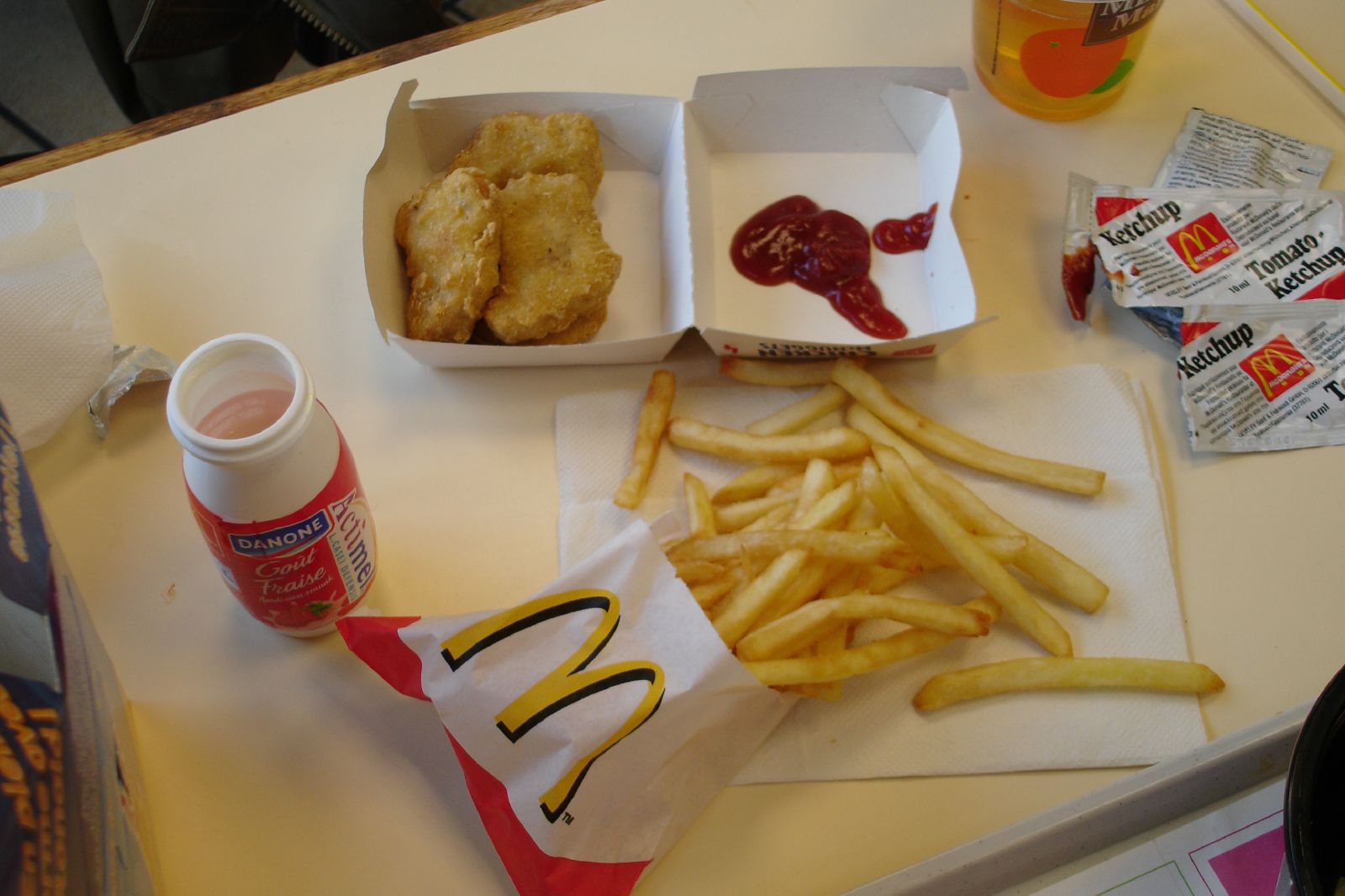
Standardowe menu w barze McDonald’s dostępne na całym świecie

- Kalkulacyjność (kwantytatywność) – liczą się cechy kwantytatywne (cena, jakość, ilość czasu potrzebna na wykonanie usługi), wszystko zostaje przeliczone. Ilość staje się równoważna jakości, czyli dobre jest to co dostajemy w dużej ilości i szybko. Wiąże się to ze starą zasadą psychologiczną, która mówi, że jak coś dostajemy za darmo, to jest to dobre; następuje kuszenie słowami tj. „podwójne”, „potrójne” lub za tę samą cenę dostajemy więcej. W systemie ekonomicznym inwestorowi musi się to jednak opłacać. W funkcjonowaniu jednostki kładzie się nacisk na jak najszybsze wykonywanie czynności i sprawność. Od pracowników żąda się trzech cech:
  - pracować szybko
  - pracować sprawnie
  - za niskie pieniądze

Wszystko jest wyliczone i ustalone, a pracownik nie powinien za dużo myśleć (zastanawiać się).
- Efektywność – to optymalna (szybka) metoda przejścia z jednego punktu do następnego, np. McDrive, gdzie nie liczy się podmiot tylko przedmiot sprawy oraz pracownik. Człowiek jest zatrudniony przez pewien system, a jakość podmiotu jest wyznaczana efektywnością jego pracy. Ważny jest tutaj system uregulowań formalnych i prawnych. Wysoką efektywność uzyskuje się poprzez przestrzeganie tychże uregulowań. Jest to system z góry zorganizowany, a jednostka traci swoją podmiotowość. Dotyczy to nie tylko klientów, ale także pracowników.
- Przewidywalność – wszystko jest przewidywalne. Wszędzie i zawsze za te same pieniądze dostaniemy ten sam towar i usługę, niezależnie od godziny, czy miejsca geograficznego. W tym systemie nie jest potrzebny kod językowy, wszędzie się w tej kwestii porozumiemy. Ma być on dla nas krzepiący, wprowadzać stabilność. Z punktu widzenia kulturowego jest to jednak bardzo niebezpieczne, ponieważ człowiek nie zastanawia się nad czymś dlatego, że nie musi, bo wszystko będzie zawsze takie samo. System społeczny też ma być stabilny i przewidywalny, uspokajający (nic się nie może zmienić), ma być tzw. kulturowa świadomość – świat bez niespodzianek. Nasze zachowanie jako podmiotu też staje się przewidywalne, więc łatwo można zacząć nami manipulować. Charakterystyczną cechą jest to, że jest to system zmechanizowany i jesteśmy stale kontrolowani, obserwuje nas technika, system. My musimy funkcjonować zgodnie z odgórnymi oczekiwaniami. Świat społeczny oparty jest na przewidywalnych interakcjach międzyludzkich.
- Możliwość manipulacji – cecha ta wynika z pozostałych. Działanie ludzkie zastąpiono pewną technologią. Człowiek z podmiotu staje się wykonawcą przedmiotu. Nie jest to manipulowanie wprost – manipuluje się drogą okrężną, pośrednią. Taki sam system działa np. w urzędach, gdzie przekazuje się nam, iż jesteśmy tam mile widziani, ale jednocześnie oczekuje się, że szybko załatwimy swoją sprawę i zwolnimy miejsce dla innych. Wypełniamy czynności podstawowe, bez rozszerzania, tylko to, czego się od nas wymaga, ponieważ wszystko jest wyliczone i ktoś pilnuje dyscypliny (nie możemy działać za szybko ani za wolno, sami nie mamy decydować o swoich czynnościach, tylko wypełniać to, co ktoś już opracował). Ludzie tu mają być bardzo przeciętni, a nie wykształceni, w przeciwnym wypadku mogliby zacząć czegoś wymagać, a mają prawo wykonywać swoje obowiązki według ustalonej kolejności i w odpowiednich ilościach.

## Zalety i wady systemu
Zalety makdonaldyzacji:

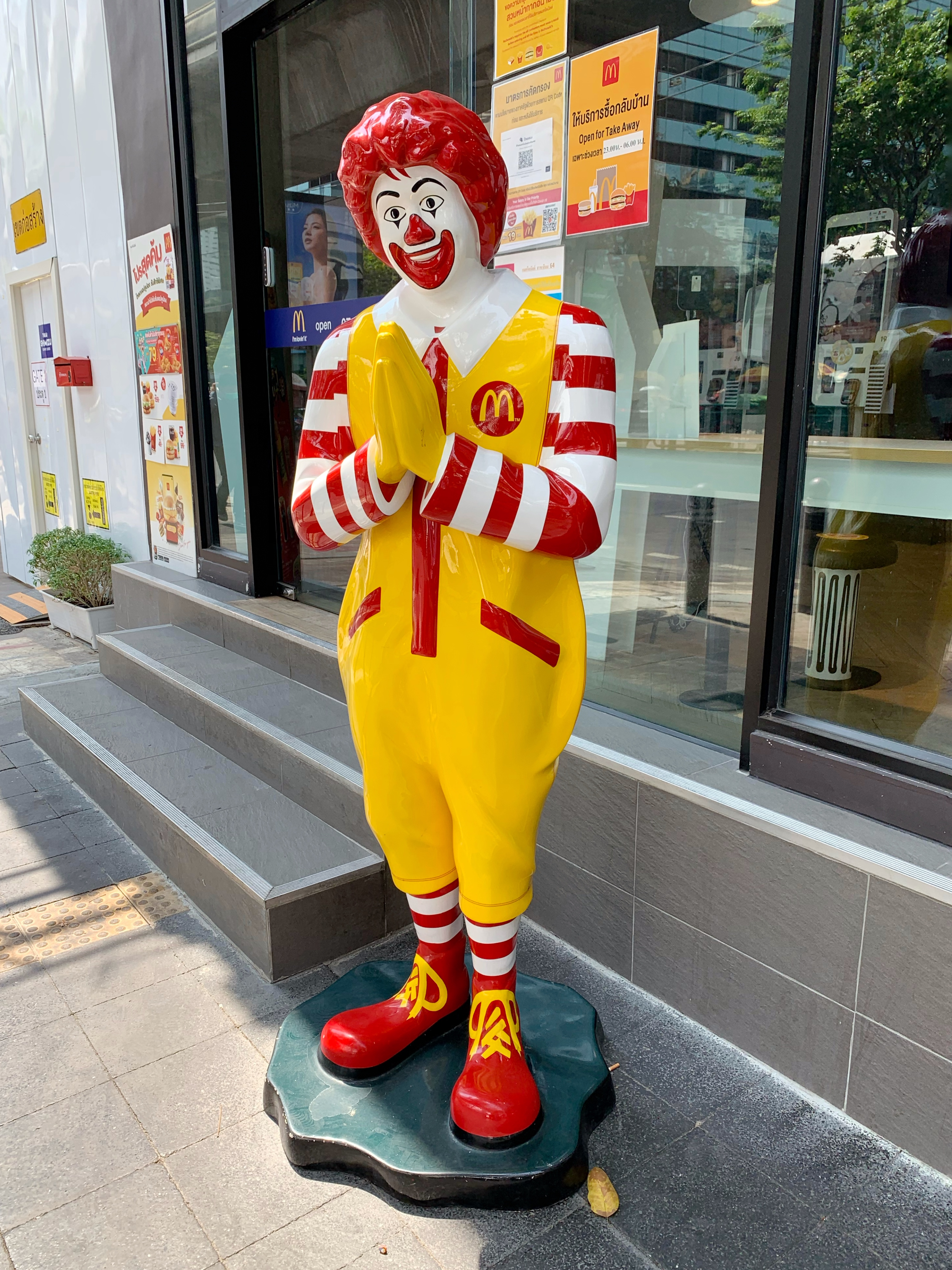
24-godzinna gospodarka

- dostępność towarów i usług (kultura konsumpcyjna) – wachlarz towarów i usług jest dostępny większej liczbie ludzi, może tam wejść każdy, nie tylko przedstawiciel elity;
- człowiek prawie „natychmiast może zaspokajać” swoje zachcianki i pilne potrzeby, o każdej porze dnia i nocy (gospodarka 24-godzinna przez 7 dni w tygodniu i 365 dni w roku);
- jednostkę, każdego człowieka traktuje się podobnie bez względu na rasę, płeć, przynależność społeczną;
- możliwość łatwego porównywania cech i cen towarów przez klientów w konkurencyjnych firmach
- przewidywalność – bezpieczeństwo i stabilność systemu działa uspokajająco na społeczeństwo.

Wady makdonaldyzacji:

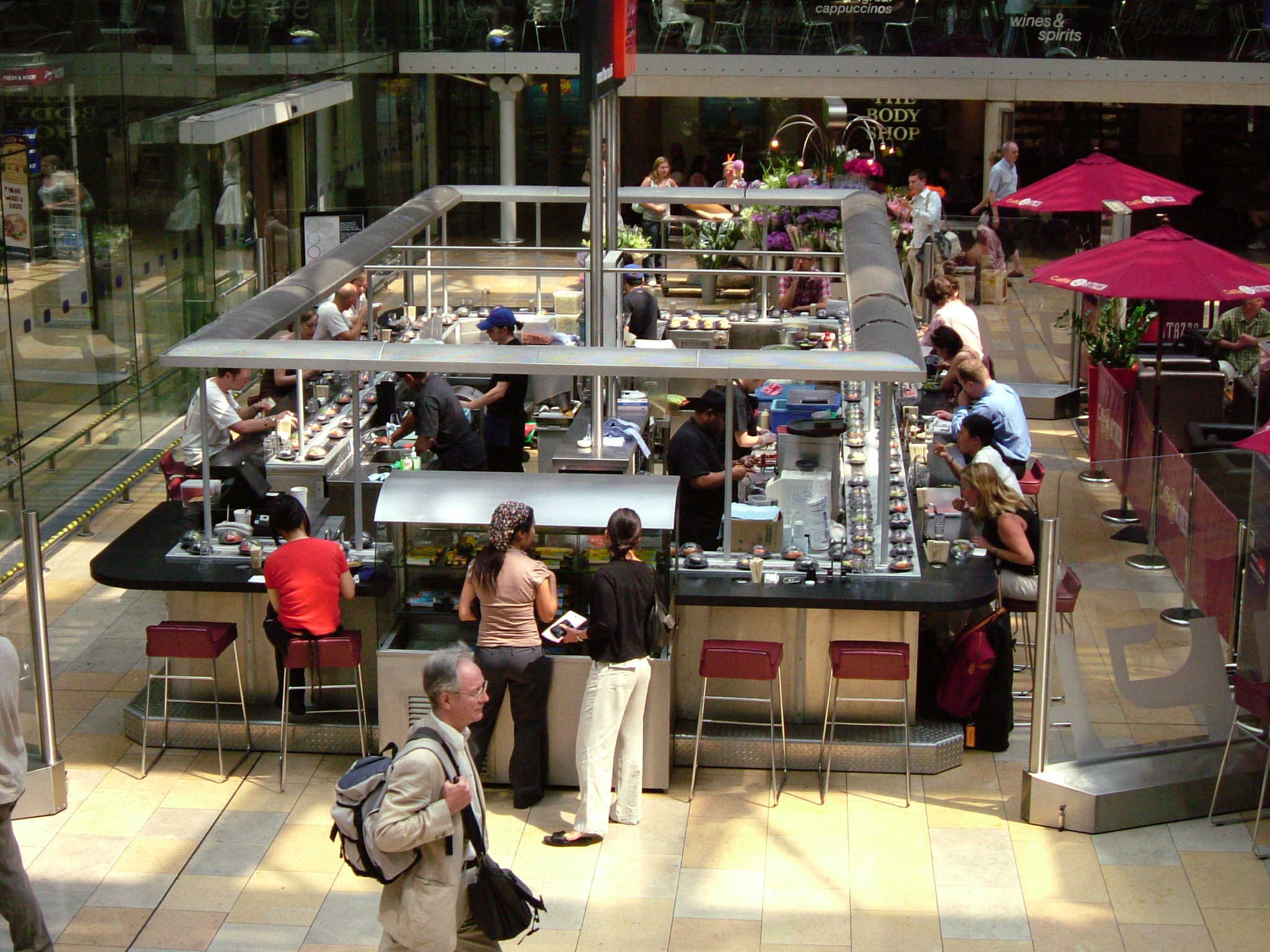
Taśma z posiłkami – widok ogólny

- ujednolicona jakość towarów i usług, np. w supermarketach – możliwość wyboru tańszych odpowiedników, ludzie kupują to, na co nigdy nie mogliby sobie pozwolić – masowa konsumpcja zamienników promocyjnych;
- sposób spędzania czasu wolnego – dawniej czas wolny mieli tylko bogaci, teraz co prawda wyjechać może każdy, ale jednocześnie ludzie czynni zawodowo pracują dłużej, więc mają mniej wolnego czasu, choć równocześnie więcej środków i możliwości jego wypełnienia, co prowadzi do procesu standaryzacji i masowości spędzania przez ludzi czasu wolnego (jak, gdzie oraz szybko i efektywnie odpocząć);
- pozorne działanie uspokajające – ludziom wydaje się, że mają zapewnione bezpieczeństwo;
- ujednolicanie otoczenia – nie tylko ludzi zaczyna traktować się jednakowo (bez względu na przynależność do rasy, klasy czy płci), ale także środowisko naturalne; system traktuje według założonych standardów (nie liczy się co tam jest, ale by spełniło normy, np. odpowiednia wielkość ziemniaka czy jajka);

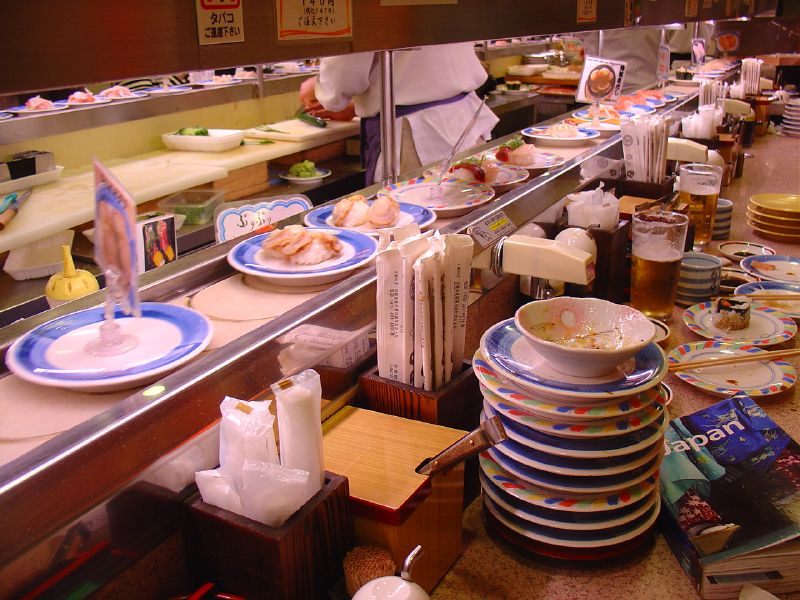
Posiłki na taśmie produkcyjnej

- dehumanizacja społeczeństwa – człowiek traktowany jest jak towar na taśmie montażowej, nie dochodzi do interakcji, bo nie są one potrzebne, człowiek ma wykonywać pewne czynności jak robot: sprawnie i szybko; czynności są skrajnie wyliczone tak, że potrzebne jest już tylko przestrzeganie dyscypliny, aby wykonywane było to, co zostało zaprogramowane i wyliczone; człowiek pracuje dłużej, więc będzie miał mniej czasu na korzystanie z tych towarów;
- Makdonaldyzacja za sprawą ujednolicenia otoczenia, powoduje także negatywne zmiany w środowisku naturalnym i ekosystemie. Na przykład: do jednakowych frytek, których spodziewają się klienci lokali fast food, potrzebne są ziemniaki jednakowej wielkości. Otóż okazuje się, że uprawa takich ziemniaków odbija się negatywnie na ekologii północno-zachodnich regionów Ameryki. Produkujące je farmy muszą bowiem stosować mnóstwo środków chemicznych. Natomiast ziemniaki niespełniające wymagań klientów przerabia się na karmę dla bydła lub nawóz[2];
- dehumanizacja jednostki – jednostka nie ma znaczenia, liczy się tzw. „klient masowy”;
- liczy się ilość przy akceptowalnym poziomie jakości, w danej kategorii cenowej;
- nie liczy się wiedza, tylko sprawność;
- Twór globalizacji; makdonaldyzacja poprzez ujednolicenie, standaryzacje, przewidywalność oraz wygodę powoduje, że społeczeństwa są mniej myślące i mniej kreatywne, ponieważ wszystko jest takie samo, uproszczone i bezpieczne (sprawdzone przez innych), jednak bezpieczeństwo to może być tylko pozorne, ponieważ jeżeli nastąpiłaby diametralna zmiana – ogólnie rzecz ujmując – świata i sposobu życia, ludzkość mogłaby pogubić się i nie odszukać w nowej rzeczywistości, ponieważ globalizacja i makdonaldyzacja nauczyła ludzi wygody.

## Przyczyny makdonaldyzacji

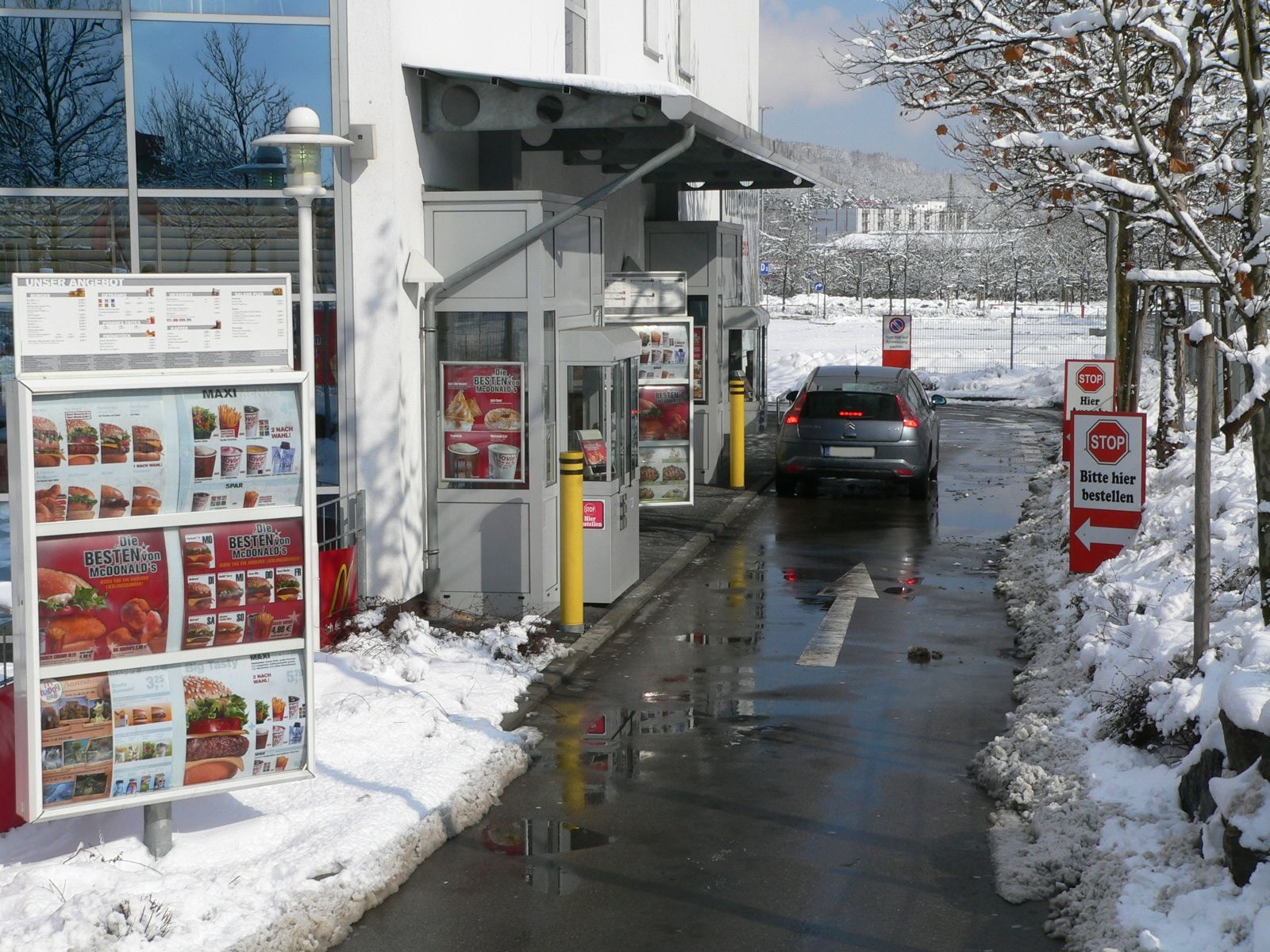
Przewidywalność zachowań pracowników i klientów oraz efektywna obsługa w McDrive

- Pojęcie biurokracji (Maxa Webera) – to zakrojona na szeroką skalę organizacja z hierarchicznie podporządkowanymi sobie elementami. Działa się tam ściśle określonym sposobem, opartym na przepisach (przewidywalne działanie ludzi, gdyż pracują pod nadzorem i według sformalizowanych ustaleń). Jest to pewna struktura formalna, pewien pierwowzór mcdonaldyzacji, ponieważ zakłada efektywność działania, liczy się zadanie cząstkowe, a nie człowiek, jednostka wykonuje te zadania najczęściej zgodnie z instrukcją, w ściśle określonej kolejności.
- Ważnym elementem jest racjonalizacja – wszelkie prawa, przepisy mówiące, jak znaleźć racjonalny sposób postępowania, optymalne środki do osiągnięcia konkretnego celu (ludzie otrzymują pewne odkryte mechanizmy-algorytmy postępowania, których nie muszą poszukiwać, a tylko wykonywać już opracowane schematy).
- Każda biurokracja może prowadzić do pewnych wypaczeń (dysfunkcji). Weber twierdził, że gdy urzędy będą tak sformalizowane, to może pojawić się korupcja. Zakładał też podporządkowanie liczbom – pewnemu systemowi. Nazwał ten system „żelazną klatką racjonalności”, co miało oznaczać, że system biurokratyczny nas zniewala, dehumanizuje, a społeczeństwo staje się bardzo przewidywalne, zaś człowiek nie będzie w stanie się przemieścić poza tę klatkę.
- System Holokaustu – jest przykładem skrajnej racjonalizacji biurokratycznej i mcdonaldyzacji przekroczonej do granic możliwości. Do Holokaustu doszło, gdy zostaliśmy do tego przygotowani strukturalnie i organizacyjnie („ogród jest piękny, gdy likwidujemy chwasty”). Liczył się wtedy efektywny mechanizm unicestwiania i kalkulacyjność (ile można i w jakim czasie zniszczyć).
- Ritzer prorokował, że taki „system Holokaustu” może się jeszcze kiedyś w społeczeństwie powtórzyć, że nie było to zjawisko jednolite.

## Biurokracja a makdonaldyzacja
- Najbardziej efektywna struktura organizacyjna, np. urząd skarbowy, to taka, która ma być najlepsza ze wszystkich – najszybsza. Urzędnik nastawiony jest na jak najszybsze obsłużenie petenta, natomiast nie jest kładziony nacisk na jakość.
- Kalkulacyjność w racjonalizacji i biurokratyzacji – kładzie się nacisk na przeliczenie wszystkiego, co można, aby efektywność wszelkich czynności sprowadzić do liczb, tzw. „biurokratyczna taśma produkcyjna”. Jednostka ma wykonywać swoje działanie, niezależnie jaki będzie rezultat. Nie liczy się jakość, ale ilość. W tej krokowości widać, kto pracuje źle, lecz nie ma czegoś takiego jak wykonanie jakościowe – „dehumanizacja rozliczalności pracy”.
- Zachowanie ma być przewidywalne. Przewidywalność to konsekwencja racjonalności i biurokratyzacji, możliwość przewidywania zachowań jednostki (jeśli zachowania są inne, to od razu są wyłapywane).
- Manipulowanie – biurokracja panuje nad ludźmi, stosując technologie, które nie wymagają udziału człowieka. Świat biurokratyzowany to świat uprzedmiotowiony, jednostka traci swoją podmiotowość. Działanie jednostki staje się automatyczne, człowiek jest machiną, jest czemuś przypisany, np. instytucji, urzędowi, czemuś, co jest dobrze zorganizowane i niejako steruje działaniem jednostki. Jednostka nie szuka innego sposobu działania, ponieważ sugeruje się jej, że ten sposób jest najlepszy. System ten produkuje ludzi, którzy zaczynają pełnić funkcje automatu.

Zdaniem Webera formalna racjonalność to nieracjonalna racjonalność, to system, który dehumanizuje człowieka (nadawcę i odbiorcę, pracownika i petenta). Zmakdonaldyzowana kultura masowa doprowadziła do odczłowieczenia człowieka. Nieracjonalny racjonalizm to „żelazna klatka”. Społeczeństwo wtacza się w coś, z czego nie ma wyjścia. Weber stworzył tzw. ramy instytucjonalne.

## Elementy makdonaldyzacji
George Ritzer i Zygmunt Bauman powiedzieli, że Holocaust to przykład współczesnej racjonalności biurokratycznej i wytwór współczesnej cywilizacji. Racjonalność świata stworzyła coś, co stało się takim wynaturzeniem. Holocaust miał wszelkie cechy racjonalizacji, czyli makdonaldyzacji. Sam człowiek stworzył sobie system, z którym stał się stechnicyzowany. Holocaust miał być efektywnym mechanizmem unicestwiania ludzi i podobno charakteryzował się kalkulacyjnością – przeliczano, ile osób należało unicestwić, a nawet liczono, jaka jest najtańsza metoda uśmiercania (cyklon B). Cechą holocaustu była też przewidywalność, cały proces miał charakter taśmy montażowej – przyjeżdżające i odjeżdżające wagony i samochody. Nieracjonalny racjonalizm przekroczył najśmielsze wyobrażenia. Uzależniony od pewnej struktury biurokratycznej. Holocaust może się w dziejach współczesnej kultury (pod pewnymi względami) powtórzyć.

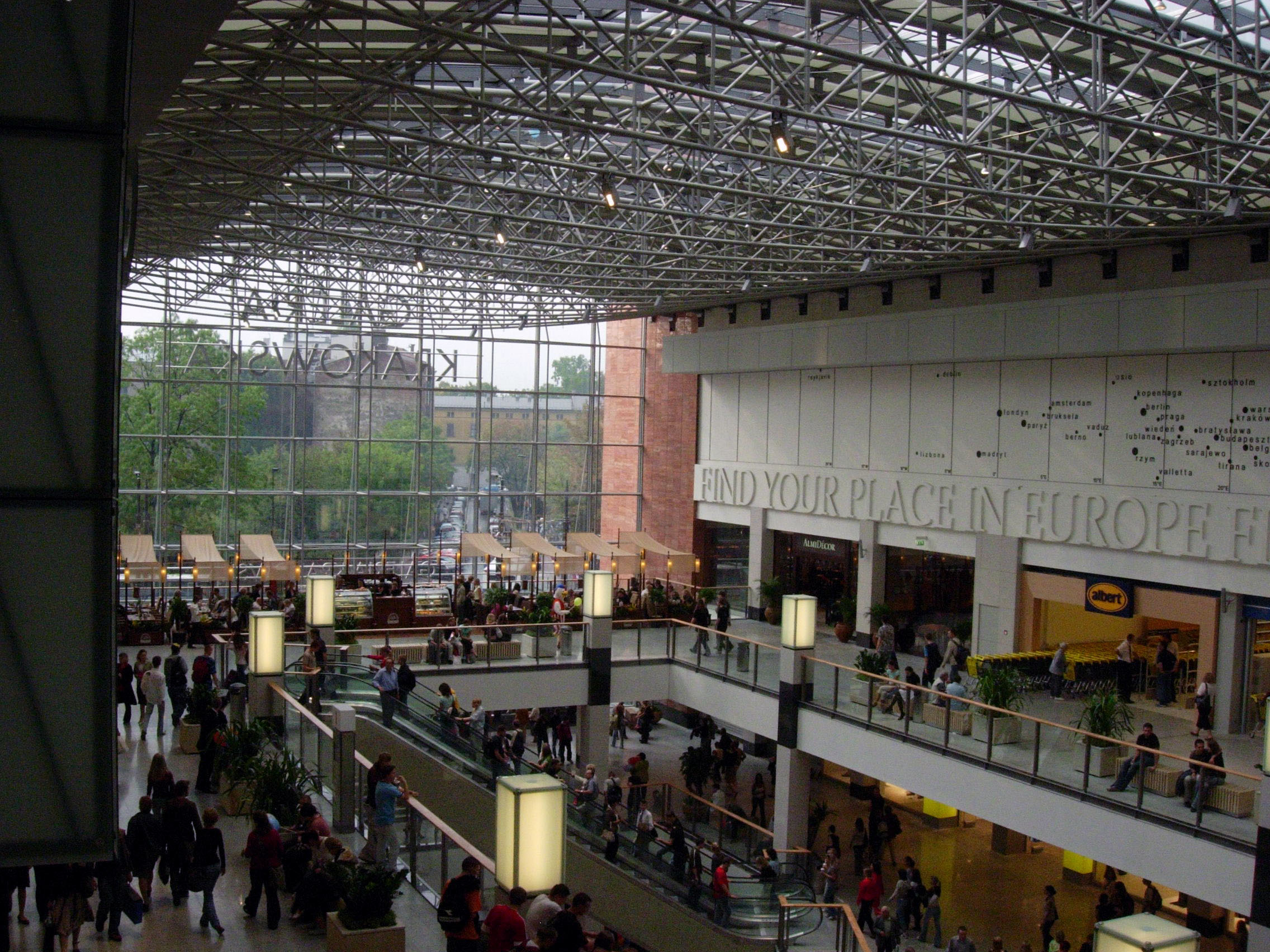
Galeria Krakowska – wnętrze centrum handlowego

W 1916 pojawiło się pierwsze centrum handlowe, niezadaszone, a w 1956 powstało w Minnesocie zadaszone centrum handlowe. Centrum handlowe to miejsce, do którego można zastosować 4 wyznaczniki makdonaldyzacji: efektywność, przewidywalność, kalkulacyjność i manipulacyjność. Oprócz tego, że jest miejscem handlowym, stało się także miejscem spacerów, spotkań itp.
Analiza koncernu Forda doprowadziła do stwierdzenia, że współcześnie zakład przemysłowy jest zmakdonaldyzowany, to taśma montażowa, przy której pracują robotnicy-roboty. Ta taśmowość jest perfekcyjnie zorganizowana. Taśma montażowa jest przykładem racjonalności formalnej. Praca człowieka ma być pracą efektywną, stąd nastawienie na wysoką klasę pracowników szybkich i niewykwalifikowanych, którzy montują, każdy robi coś przewidywalnego. Przewidywalność to system łatwo sprawdzalny. Mechaniczne wykonywanie pewnych czynności. Człowiek podporządkowany taśmie montażowej, maksymalnie manipulowany, który zmuszony jest do wykonywania przewidywalnych ograniczonych działań. Wąskie specjalizacje ludzkie, czyli zmuszanie człowieka do rutynowego powtarzania czynności. Taśma jest przykładem dehumanizacji, tu liczy się sprawność i szybkie wykonywanie danej czynności.

## Wybrane piśmiennictwo
- Karolina Sitkiewicz, Stan Pragnienia Oblicza Mac(k)donaldyzacji, Warszawa 2009, Wydawnictwa fachowe CeDeWu, s. 144, ISBN 978-83-7556-162-3.